# 新妻雄
新妻 雄（にいづま たけし、1891年（明治24年）12月16日 - 1974年（昭和49年）7月5日）は、大日本帝国陸軍軍人。最終階級は陸軍中将。

## 経歴
神奈川県出身。1913年（大正2年）5月、陸軍士官学校第25期卒業。1925年（大正14年）11月、陸軍大学校第37期卒業。
1936年（昭和11年）3月、騎兵第4連隊長を経て、1937年（昭和12年）3月、陸軍騎兵大佐に進む。同年8月、明野陸軍飛行学校教官に転じ、さらに12月、第4飛行団司令部部員となり支那事変に出動した。1938年（昭和13年）4月、陸軍気象部長となり、1939年（昭和14年）8月には陸軍少将に進級する。翌年の1940年（昭和15年）3月9日に待命となり、同月30日、予備役に編入した。
その後、1941年（昭和16年）12月、召集され高雄要塞司令官を務めたのち、1944年（昭和19年）4月、軍馬補充部本部長、中央馬廠長となり、陸軍中将に進級し、終戦を迎えた。

## 栄典
- 1940年（昭和15年）8月15日 - 紀元二千六百年祝典記念章[5]